# Ганска (Міннесота)
Ганска (англ. Hanska) — місто (англ. city) в США, в окрузі Браун штату Міннесота. Населення — 382 особи (2020).

## Географія
Ганска розташована за координатами 44°8′56″ пн. ш. 94°29′40″ зх. д. / 44.14889° пн. ш. 94.49444° зх. д. (44.148773, -94.494475).  За даними Бюро перепису населення США в 2010 році місто мало площу 0,63 км², уся площа — суходіл.

## Демографія
Згідно з переписом 2010 року, у місті мешкали 402 особи в 176 домогосподарствах у складі 105 родин. Густота населення становила 640 осіб/км².  Було 197 помешкань (314/км²).
Расовий склад населення:
| - 99,5 % — білих - 0,2 % — чорних або афроамериканців - 0,2 % — азіатів |

До двох чи більше рас належало 0,0 %. Частка іспаномовних становила 0,5 % від усіх жителів.
За віковим діапазоном населення розподілялося таким чином: 24,9 % — особи молодші 18 років, 59,4 % — особи у віці 18—64 років, 15,7 % — особи у віці 65 років та старші. Медіана віку мешканця становила 38,3 року. На 100 осіб жіночої статі у місті припадало 107,2 чоловіків;  на 100 жінок у віці від 18 років та старших — 106,8 чоловіків також старших 18 років.
Середній дохід на одне домашнє господарство  становив 53 180 доларів США (медіана — 49 500), а середній дохід на одну сім'ю — 61 267 доларів (медіана — 55 833). Медіана доходів становила 42 083 долари для чоловіків та 31 528 доларів для жінок. За межею бідності перебувало 7,3 % осіб, у тому числі 6,3 % дітей у віці до 18 років та 7,1 % осіб у віці 65 років та старших.
Цивільне працевлаштоване населення становило 232 особи. Основні галузі зайнятості: виробництво — 31,9 %, освіта, охорона здоров'я та соціальна допомога — 15,1 %, мистецтво, розваги та відпочинок — 9,9 %, транспорт — 9,1 %.